# Nô Hãn
Nô Hãn (chữ Hán: 奴罕) là một Hoàng hậu của Nguyên Thế Tổ Hốt Tất Liệt - vị Hoàng đế đầu tiên của triều đại nhà Nguyên trong lịch sử Trung Quốc.

## Tiểu sử
Sử sách không ghi lại thông tin về thị tộc hay hành trạng của bà, chỉ có bức chân dung cùng thông tin ngắn gọn trong hai cuốn Nguyên sử. Hậu cung triều Nguyên thường có 2 bậc, Hoàng hậu và Phi tần, mỗi bậc không quy định giới hạn, do đó số lượng Hoàng hậu và Phi tần nhiều vô kể. Trong số các vị Hoàng hậu, chỉ có một Hoàng hậu được nhận sách bảo trong lễ sách lập, người đó mới được xem là Chính thê của Hoàng đế, tức ["Trung cung Hoàng hậu"] hay ["Hoàng chính hậu"].
Dưới thời Hốt Tất Liệt, hậu cung chia Cung trướng riêng cho từng thê thiếp, được gọi là Oát Nhĩ Đóa (斡耳朵). Hai vị chính thất Hoàng hậu của ông, Sát Tất và Nam Tất thuộc Đệ nhị Oát Nhi Đóa (第二斡耳朵), là Hoàng chính hậu. Nô Hãn thuộc Đệ tam Oát Nhĩ Đóa (第三斡耳朵), được hiểu là [Đệ tam Hoàng hậu; 第三皇后] hay [Thứ hoàng hậu; 次皇后], địa vị thua hai vị kia. 
Nguyên sử không ghi chép nhiều về cuộc đời của những vị Thứ hoàng hậu như Nô Hãn. Vì vậy không còn thông tin khác về bà.